# Jean-Baptiste De Roy
Jean-Baptiste De Roy, né à Bruxelles le 29 mars 1759 et mort dans sa ville natale le 7 janvier 1839, eut un certain succès de son temps comme peintre paysagiste et surtout animalier. Il pratique aussi l'eau-forte.

## Biographie
Jean Baptiste De Roy est né à Bruxelles le 29 mars 1759 et fut baptisé le même jour à Notre-Dame de la Chapelle. Il était le fils de François De Roy, marchand de tableaux à Bruxelles à la rue Terarken, et de son épouse Anne Marie Borremans qui s'étaient mariés à Bruxelles en 1758. En 1812, il habitait avec son père à la rue Terarken avec des membres de sa famille.
Après s'être formé à l'Académie royale des beaux-arts de Bruxelles, il se perfectionne lors d'un voyage en Hollande où il étudie l'œuvre des grands maîtres de ce pays de peintres, tels Vermeer ou encore Rembrandt.
Il se fait surtout connaître pour la prestesse avec laquelle il représentait le bétail, d'un trait déjà flou annonçant la manière des romantiques. Grand coloriste, il entend correctement les effets et l'harmonie d'une composition.
Il forme aussi un grand nombre de disciples, parmi lesquels Henri Van Assche, Pierre-Jean Hellemans, Henry Voordecker et Joseph Perlau.
Figure notable de son temps, il est membre de la Société de peinture, sculpture et architecture de Bruxelles. 
Il est resté célibataire. 
Il eut comme élève le peintre Pierre Jean Baptiste François Désiré Le Roy (Namur 1784 - Bruxelles 1862), dont les fils Guillaume (1811-1886) et Joseph Anne Le Roy (1812-1860) sont également artistes peintres.
Jean Baptiste De Roy est mort à son domicile de la rue Terarken le 7 janvier 1839.

## Œuvres
- Le Roi de Rome, d'après Prud'hon, gravure sur papier, 4 x 9 cm, Gray, musée Baron-Martin.
- Paysage des bords de la Meuse, huile sur bois, 32x43cm, La Fère, Musée Jeanne d'Aboville